# Teorema H

Neste modelo mecânico de um gás, o movimento das moléculas parece muito desordenado. Boltzmann mostrou que, assumindo que cada configuração de colisão em um gás é verdadeiramente aleatória e independente, o gás converge para a distribuição de velocidade de Maxwell, mesmo que não tenha começado dessa maneira..

Em mecânica estatística clássica, o teorema H, introduzido por Ludwig Boltzmann em 1872, descreve a tendência para diminuir a quantidade H em um gás quase-ideal de moléculas. Como essa quantidade H deveria representar a entropia da termodinâmica, o teorema H foi uma demonstração inicial do poder da mecânica estatística, já que afirmava derivar a segunda lei da termodinâmica - uma declaração sobre processos fundamentalmente irreversíveis - da mecânica microscópica reversível. O teorema H é uma conseqüência natural da equação cinética derivada por Boltzmann que passou a ser conhecida como equação de Boltzmann.

## Definição e significado doHde Boltzmann
O valor H é determinado a partir da função f(E, t) dE, que é a função de distribuição de energia das moléculas no tempo t. O valor f(E, t) dE dE é o número de moléculas que possuem energia cinética entre E e E + dE. O próprio H é definido como
{\displaystyle H(t)=\int _{0}^{\infty }f(E,t)\left(\ln {\frac {f(E,t)}{\sqrt {E}}}-1\right)\,dE.}
Para um gás ideal isolado (com energia total fixa e número total fixo de partículas), a função H é mínima quando as partículas possuem uma distribuição de Maxwell-Boltzmann; se as moléculas do gás ideal forem distribuídas de alguma outra maneira (por exemplo, todas com a mesma energia cinética), então o valor de H será maior. O teorema H de Boltzmann demonstra que quando as colisões entre moléculas são permitidas, essas distribuições são instáveis e tendem a procurar irreversivelmente o valor mínimo de H (para a distribuição de Maxwell-Boltzmann).